# Venda
Venda je naziv za Bantu etničku skupinu koja živi u provinciji Limpopo Južne Afrike i govori venda jezikom. Za vrijeme apartheida su godine 1973. dobili vlastiti bantustan koji je reinkorporiran u Južnu Afriku godine 1994.